# Einar Økland

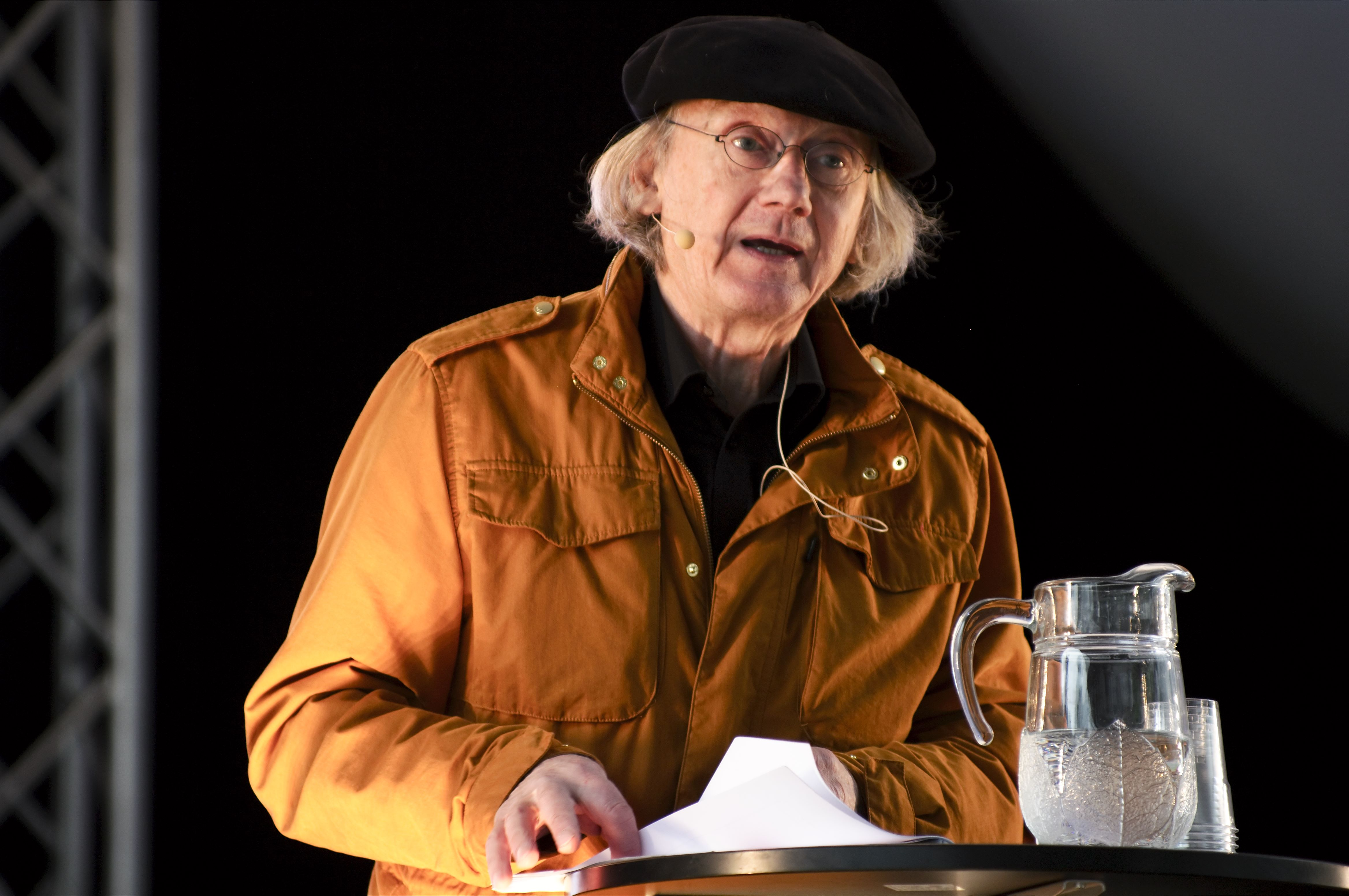
Einar Økland vid Oslo bokfestival 2011.

Einar Andreas Økland född 17 januari 1940 i Valevåg i Sveio, är en norsk psykolog, lyriker, dramatiker, författare och kritiker som skriver på nynorska. Han debuterade som lyriker med diktsamlingen Ein gul dag 1963 och har en omfattande litterär produktion bakom sig. Økland var central i kretsen runt tidskriften Profil.